# Manolo Martínez Hugué

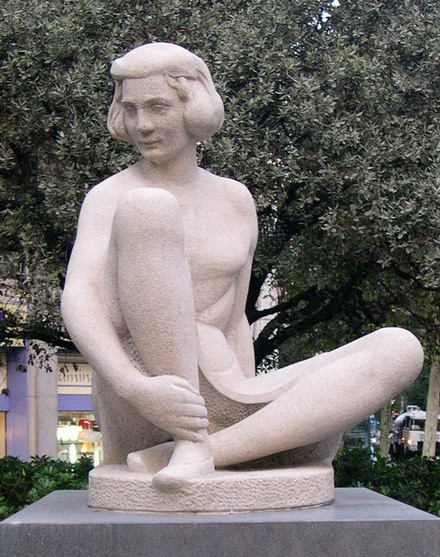
Rèplica de l'escultura Repòs a l'avinguda Josep Tarradellas. En rebre un encàrrec per a l'Exposició Universal de 1929, Hugué es trobava malalt i no el podia atendre, per la qual cosa l'escultor Josep Viladomat va fer una versió en gran de l'escultura Noia asseguda d'Hugué. Aquesta versió, no instal·lada a l'exposició, va quedar al Museu d'Art Modern fins que el 1961 es va instal·lar en aquest lloc. El 2000, en fou retirada per restaurar-la i després fou instal·lada als jardins Laribal de Montjuïc. La que veiem a la foto n'és una còpia que s'instal·là el 2002 a l'emplaçament originari de l'escultura

Manuel Martínez Hugué (Barcelona, 1872 - Caldes de Montbui, 1945), conegut com a Manolo Hugué, o simplement Manolo, fou un artista noucentista polifacètic que rebé influències avantguardistes. Destacà com a escultor, pintor i dissenyador de joies.

## Introducció
Era un amic respectat de Pablo Picasso a Barcelona i després a París i a Ceret (el Vallespir), on s'instal·là i hi visqué molts anys, i on aglutinà l'anomenada escola de Ceret. El seu estil, a mig camí del noucentisme i el cubisme, esdevingué molt personal i en va fer un escultor molt popular a Catalunya però també a l'estranger, especialment a causa de formar part del grup d'artistes representats per Daniel-Henry Kahnweiler.
El seu llegat es conserva en el Museu Thermalia, de Caldes de Montbui (el Vallès Oriental) i a la Fundació Municipal Joan Abelló (Mollet del Vallès). El fons personal es conserva a la Biblioteca de Catalunya.
Fou membre de la Reial Acadèmia Catalana de Belles Arts de Sant Jordi.
El 1917, presentà la seva segona exposició monogràfica a les galeries Laietanes de Santiago Segura: hi va presentar l'obra que va fer a Arenys de Munt (el Maresme), 1917-1918 (no hi ha catàleg). A Barcelona es relaciona amb el grup del Lyon d'Or, i amb Santiago Segura. En el Museu d'Art de Sabadell (el Vallès Occidental) (MAS) se'n conserven tres dibuixos de l'època d'Arenys de Munt.
L'any 1930, l'artista va realitzar una obra coneguda com a Dona asseguda, feta de bronze, que l'Ajuntament d'Oviedo no va arribar a instal·lar fins a 1996, data en què es porta a terme la inauguració de l'obra, davant del casalot de la Universitat amb la finalitat de commemorar la fi de les obres de remodelació de diversos carrers del nucli històric i del centre urbà d'Oviedo. L'obra es caracteritza per les seves formes arrodonides i les textures rugoses fruit del llenguatge del cisellat de l'artista.

## Els anys deCaldes de Montbui
Manolo Hugué arriba a Caldes, d'on era la seva àvia materna, el 1928, per prescripció facultativa, amb 56 anys. Comença una etapa molt fructífera; no cessa la seva activitat al mas Manolo, on viu envoltat de la família i de nombrosos amics, entre els quals un bon nombre de joves artistes que l'admiren. La seva escultura evoluciona cap a un naturalisme més espontani, amb figures més àgils i varietat de temes. També pinta i dissenya joies.
Ara només es relaciona amb el món artístic català, que no estava pas en el seu millor moment. L'avantguarda té com a darrer refugi les galeries Dalmau i la majoria dels artistes avantguardistes fugen a París. L'art oficial de Catalunya és l'acadèmic.
Gran amic de Josep de Togores, amb qui comparteix galerista parisenc: Khanweiler. Exposa amb Togores a Zúric i l'any 1927 passen l'estiu junts a Prats de Molló (el Vallespir). El MAS conserva un retrat de Manolo i un altre de la seva dona Tototte, pintats per Togores. D'aquesta època és el dibuix que fa a Tototte, i el baix relleu Dona asseguda, que es troben al Museu Abelló, de Mollet del Vallès.
Khanweiler el fa participar en exposicions arreu del món, fins que el 1932 renyeixen, a causa d'una gran crisi en el mercat de l'art.
Des de Caldes es trasllada sovint a Sant Hilari Sacalm (la Selva) o a Vilanova i la Geltrú (el Garraf). El 1935, exposà a Terrassa junt amb el seu amic Miquel Gispert al local Amics de les Arts.
L'abril de 1943 fa una exposició individual a l'Acadèmia de Belles Arts de Sabadell, on -amb l'assistència de l'artista- el crític i pintor terrassenc Rafael Benet parla de la vida i l'art de Manolo.
Fou amic del periodista Joaquim Folguera. La vaca cega fou un gran projecte de Manolo Hugué que mai no realitzà.

### Manolo Hugué i l'escultor Camil Fàbregas

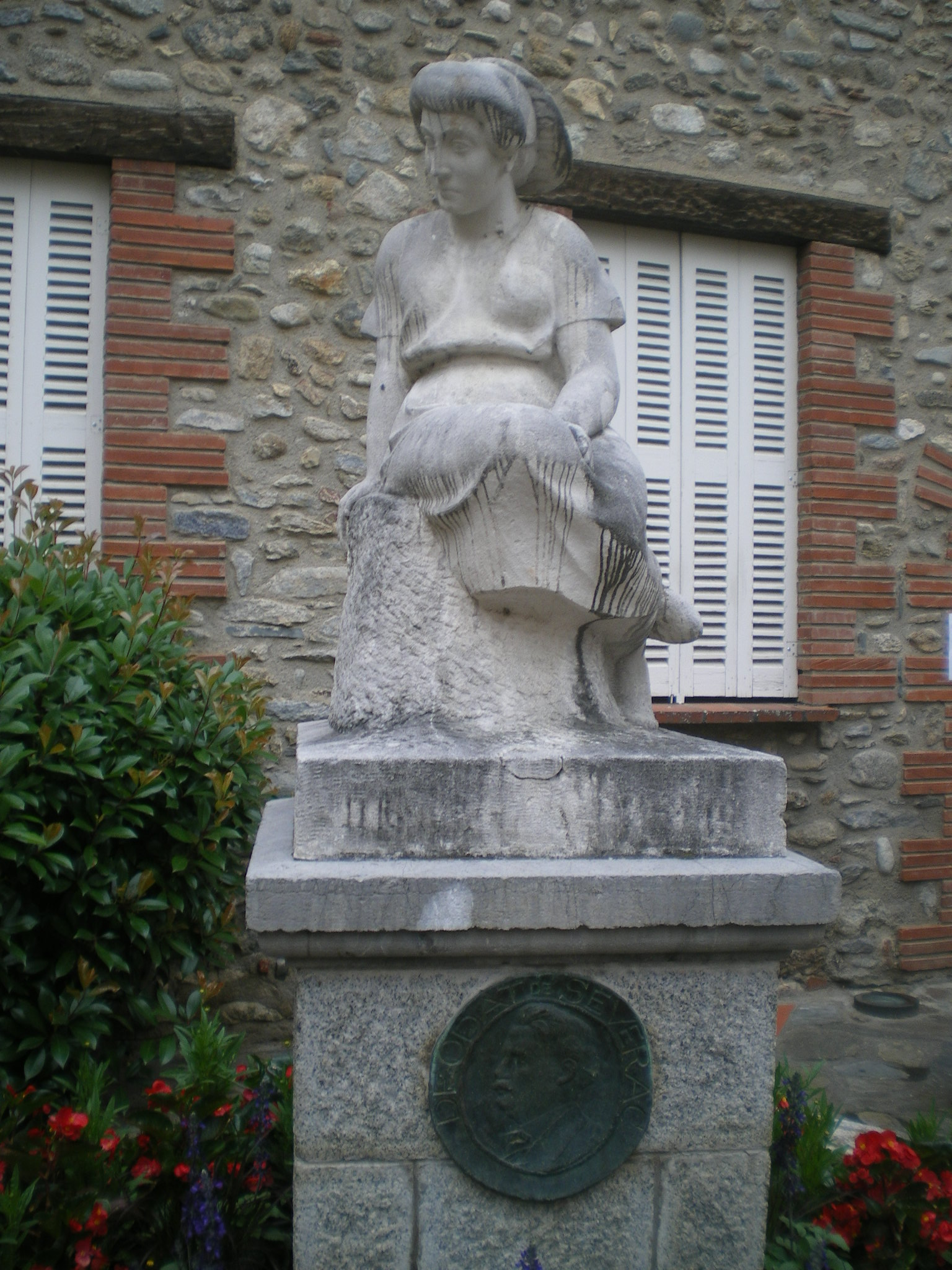
Estàtua de Magalí de Severac, filla del compositor Deodat de Severac

Manolo Hugué i Camil Fàbregas Dalmau es van conèixer l'any 1935, a les galeries Syra de Barcelona. Manolo havia nascut el 1872 i Camil el 1906; es portaven, doncs, 34 anys.
Camil Fàbregas quedà impressionat immediatament per la personalitat de l'escultor.
Però no fou fins després de la Guerra de 1936-1939 que hi establí un relació fluida i constant. Es presentà al mas de Caldes de Montbui, on Manolo, malalt, s'havia refugiat, i aconseguí de convertir-se en persona imprescindible en la casa, on tenia el llit parat i sempre un plat a taula. La seva fervorosa admiració pel mestre, expressada amb aquella passió sense mesura que posava en totes les coses, degué seduir Manolo. Imaginem Camil, pel que es pot deduir dels seus propis textos, com un acòlit embadalit, escoltant molt i enraonant poc, dedicant cada vegada més temps a les estades a Caldes. Malgrat aquesta relació tan propera, en la principal bibliografia sobre Manolo, el nom de Camil Fàbregas només apareix una vegada, mencionat com a ajudant de l'escultor. Suposem que aquest ajut consistia en treball escultòric manual, ja que Camil tenia l'ofici d'escultor. El que és segur és que entre els dos homes es va establir una forta amistat, o potser una profunda relació de caràcter paternofilial; tots dos es dibuixaren i s'esculpiren; segurament Camil aspirava a ser el seu alumne, però Manolo el devia rebutjar amablement, tot dient-li que treballés a la seva manera i no es preocupés de la tècnica d'altri, com confessa ingènuament el mateix Fàbregas en un escrit. Malgrat això, Fàbregas restà tota la vida un imitador de Manolo, com es pot comprovar fàcilment en gran part de la seva obra.
Fruit d'aquesta relació, el Museu d'Art de Sabadell conserva obra de Manolo Hugué.

## Obres rellevants
- La bacant.[8]